# Загродно (Нижньосілезьке воєводство)
Загродно (пол. Zagrodno, нім. Adelsdorf) — село в Польщі, у гміні Загродно Злоторийського повіту Нижньосілезького воєводства.
Населення — 1471 особа (2011).
У 1975-1998 роках село належало до Легницького воєводства.

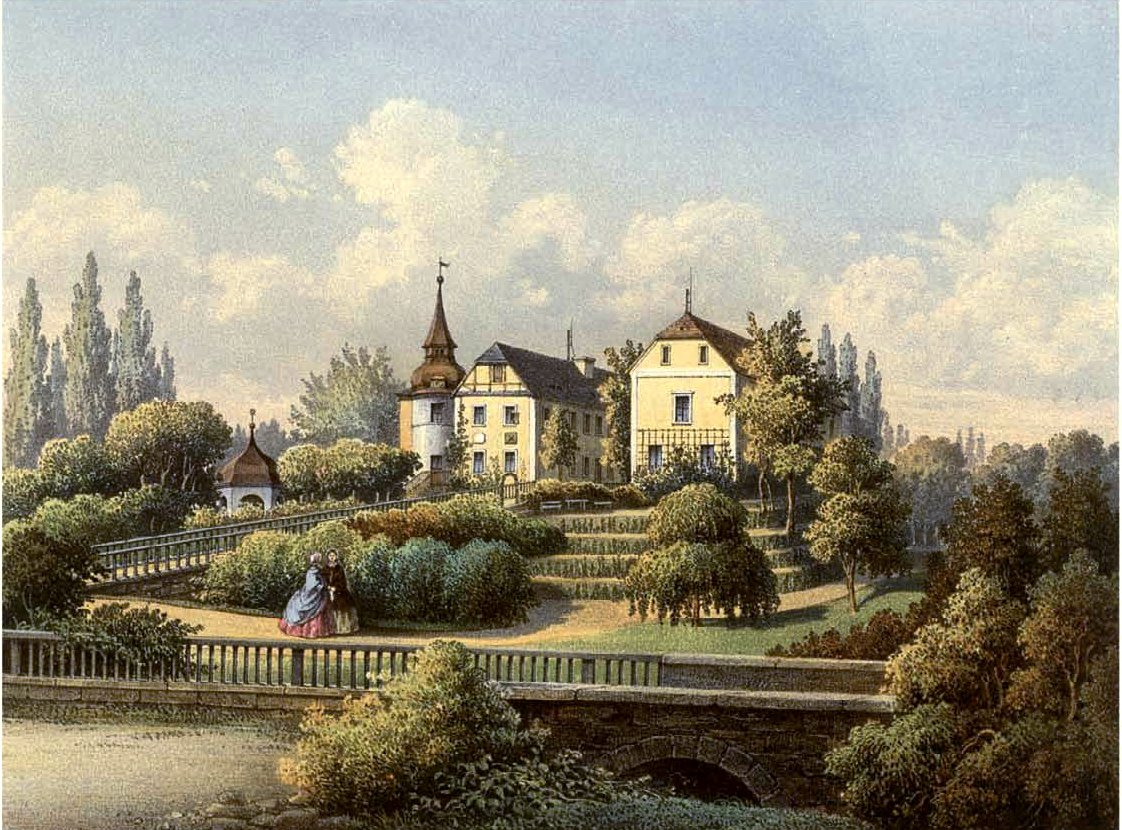
Palace Adelsdorf, Edition by Alexander Duncker

## Демографія
Демографічна структура станом на 31 березня 2011 року:
|          | Загалом | Допрацездатний вік | Працездатний вік | Постпрацездатний вік |
| -------- | ------- | ------------------ | ---------------- | -------------------- |
| Чоловіки | 708     | 132                | 520              | 56                   |
| Жінки    | 763     | 136                | 486              | 141                  |
| Разом    | 1471    | 268                | 1006             | 197                  |